# Siergiej Garmasz
Siergiej Leonidowicz Garmasz, ukr. Сергій Леонідович Гармаш, ros. Сергей Леонидович Гармаш (ur. 1 września 1958 w Chersoniu) – radziecki i rosyjski aktor.

## Wybrana filmografia
- 2017: Matylda jako Aleksander III Romanow
- 2011: Iwan Carewicz i Szary Wilk jako Żmij Gorynycz (głos)
- 2011: Dom
- 2010: Na końcu świata jako major NKWD („Fiszman”)
- 2009: Black Lightning jako Paweł Majkow
- 2009: Anna Karenina jako Konstantin Lewin
- 2009: Przenicowany świat: Starcie jako Zef
- 2008: Przenicowany świat jako Zef
- 2008: Bikiniarze
- 2007: Katyń jako kapitan Popow
- 2007: Dwunastu jako Przysięgły nr 3
- 2004: Mój brat Frankenstein jako Timur Kurbatowicz
- 1999–2005: Kamieńska jako Jura Korotkow
- 1989: Stalingrad jako sierżant Jakow Pawłow

i inne

## Ordery i odznaczenia
- Krzyż Kawalerski Orderu Zasługi Rzeczypospolitej Polskiej (9 maja 2011)[1].